# Lucayablennius
Lucayablennius is een monotypisch geslacht van straalvinnige vissen uit de familie van snoekslijmvissen (Chaenopsidae).

## Soort
- Lucayablennius zingaro (Böhlke, 1957)